# Església de l'Asunción de Nuestra Señora (Albalat de l'Arzebispe)
L'Asunción de Nuestra Señora - literalment Assumpció de Nostra Senyora en català - (castellà)- és una església parroquial a Albalate del Arzobispo (Província de Terol, Espanya) va ser construïda entre 1581 i 1589 sobre el solar d'una església anterior, de la qual només es conserven els tres primers pisos de la torre. La seva fàbrica és de pedra de fins a la meitat de l'altura dels murs, on aquesta és substituïda per maó.
La seva planta consta de tres naus de quatre trams cadascuna i capçalera recta amb dues estades laterals, tot això cobert amb voltes de creueria estrelada. La planta rectangular només va ser distorsionada per la construcció en època posterior d'una capella en el costat sud, coberta amb cúpula i llanterna, que cavalca sobre el carrer a manera de passatge.

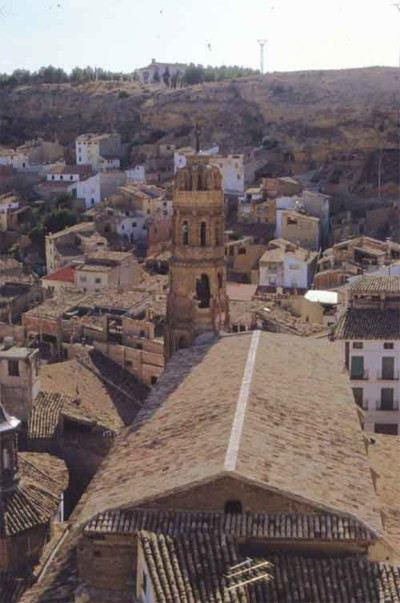
Vista de l'església abans de la restauració

Als peus de la nau s'aixeca un cor alt. La il·luminació es realitza a través de finestrals oberts en arcs de mig punt doblats entre els contraforts de la nau central, de major altura i amplària que les laterals.
La façana occidental és classicista i presenta sobre la portada un finestral obert al cor, una galeria de arquillos cecs de mig punt doblegats i un ràfec pronunciat.
En l'angle sud-occidental destaca la torre d'estil mudèjar, el primer pis del qual està habilitat com a capella a l'interior i té planta quadrada, mentre que els restants quatre cossos tenen planta octogonal, amb pilar de pedra central el segon i el tercer i buits la cambra i el cinquè. Aquest últim va ser afegit al segle xvii, mentre que la rematada es va afegir en època contemporània.
Tots ells presenten la típica decoració mudèjar amb motius (rombes, esquinillas, etc.) en maó ressaltat.
Pel que fa a la decoració interior, només val la pena destacar la pintura mural del cambril de la Verge de los Arcos, atribuïda a Juan José Gárate per J. Antonio Val Lisa.